# Kvarternær ammoniumkation
Kvarternære ammoniumkationer er positivt ladede sammensatte ioner med strukturen NR4+, hvor R er er en alkyl- eller arylgruppe. Til forskel fra ammoniumionen (NH4+) og den primære, sekundære og tertiære ammoniumkation er kvarternære ammoniumkation permanent ladede, uafhængigt af pH i opløsningen. Kvarternære ammoniumsalte eller kvarternære ammoniumforbindelse (kaldet kvarternære aminer i olie-terminologi) er salte af kvarternære ammoniumkationer med en anion.